# Второй (фильм)
«Второй» (англ. The 2nd) — американский боевик 2020 года, снятый режиссёром Брайаном Скибой. В главных ролях снимались Райан Филлипп и Каспер Ван Дин. Премьера фильма состоялась в цифровом формате и по системе Video on demand 1 сентября 2020 года.
Фильм провалился в прокате, собрав всего чуть больше 12 тысяч долларов.

## Сюжет
Агент секретной службы США Вик Дэвис (Райан Филлипп) собирается забрать своего сына Шона (Джек Гриффо) из кампуса колледжа, когда он оказывается в центре террористической операции, в которой замешано ЦРУ. Целью террористов является дочь судьи Верховного суда, и вооруженные до зубов террористы не остановятся ни перед чем, чтобы похитить ее. Вик быстро понимает, что помощи ждать неоткуда, и теперь должен использовать весь свой набор навыков, чтобы спасти ее и своего сына.

## В ролях
| Актёр            | Роль                                   |
| ---------------- | -------------------------------------- |
| Райан Филлипп    | майор Виктор Марвин «Вик» Дэвис        |
| Каспер Ван Дин   | оперативник ЦРУ Мелвин «Шофёр» Сампрас |
| Ричард Бёрги     | директор ЦРУ Майкл Филлипс             |
| Самира Армстронг | Оливия Питерс                          |
| Уильям Кэтт      | сенатор Боб Джефферс                   |
| Джек Гриффо      | сын Марвина Шон Дэвис                  |